# Hjalmar Ekdal
Hjalmar Ekdal (Stockholm, 21 oktober 1998) is een Zweeds voetballer die doorgaans als verdediger speelt. Hij komt uit voor FC Groningen, dat hem huurt van Burnley FC.

## Carrière
Ekdal doorliep de jeugdopleiding van IF Brommapojkarna en speelde een jaar in het Amerikaanse collegesysteem bij de UNC Washington Seahawks.

### IK Frej
Hij maakte zijn seniorendebuut voor Assyriska FF, dat hem huurde van IK Frej. Hij speelde maar een wedstrijd, en een week later maakte hij ook zijn debuut voor IK Frej in de Superettan. Halverwege het seizoen 2018 brak hij door en speelde bijna alle wedstrijden voor Frej. Medio 2019 werd hij overgenomen door Hammarby IF, dat hem meteen weer verhuurde aan Frej voor de rest van het seizoen.

### IK Sirius
Begin 2020 verhuurde Hammarby Ekdal aan IK Sirius, dat uitkwam in de Allsvenskan. Hij maakte zijn debuut voor Sirius in de Zweedse voetbalbeker, tegen IFK Göteborg. Zijn debuut in de hoogste Zweedse competitie volgde in de eerste speelronde tegen Djurgårdens IF. Ekdal speelde bijna alle wedstrijden voor Sirius; hij kwam 27 keer uit voor de club. Voor Hammarby, de club dat hem verhuurde, maakte Ekdal nooit zijn debuut.

### Djurgården
Begin 2021 maakte Ekdal de overstap naar Djurgårdens IF, ook in de Allsvenskan. Hij maakte zijn debuut in de beker, tegen IK Brage (1-0). Tegen IF Elfsborg maakte hij zijn debuut in de competitie (2-0). Ekdal was meteen basisspeler voor de club. In september 2021 scoorde hij drie wedstrijden een doelpunt en werd uitgeroepen tot speler van de maand. Op 21 juli 2022 maakte Ekdal zijn debuut op het Europese toneel, tegen HNK Rijeka in de kwalificatiewedstrijden voor de UEFA Conference League. Hij scoorde op 17 augustus een doelpunt tegen APOEL Nicosia (3-0) en mede daardoor kwalificeerde Djurgården zich voor de Conference League. Ekdal speelde met Djurgården tegen Shamrock Rovers FC, Molde FK en KAA Gent.

### Burnley
In januari 2023 werd Ekdal overgenomen door Burnley FC, dat uitkwam in de EFL Championship. Hij maakte zijn debuut op 4 februari tegen Norwich City, en maakte meteen een doelpunt op aangeven van Ian Maatsen. De wedstrijd eindigde in 3-0. Hij speelde dat seizoen negen wedstrijden voor Burnley. De club werd kampioen en promoveerde naar de Premier League. Ekdal maakte zijn Premier League-debuut op 2 december 2023, tegen Sheffield United (5-0). Hij kwam acht keer in actie in de Premier League. Daarnaast speelde Ekdal wedstrijden in de FA Cup (3-1 winst van Reading FC) en in de EFL Cup (1-0 winst van Nottingham Forest).

### FC Groningen
In januari 2025 werd Ekdal voor een halfjaar verhuurd aan FC Groningen, dat uitkwam in de Eredivisie. Hij maakte zijn debuut op 2 februari tegen Sparta Rotterdam (0-2).

## Interlandcarrière
Ekdal maakte op 9 juni 2022 zijn debuut voor het Zweeds nationaal elftal, tegen Servië in de UEFA Nations League.
| Interlands van Hjalmar Ekdal voor Zweden | Interlands van Hjalmar Ekdal voor Zweden | Interlands van Hjalmar Ekdal voor Zweden | Interlands van Hjalmar Ekdal voor Zweden | Interlands van Hjalmar Ekdal voor Zweden | Interlands van Hjalmar Ekdal voor Zweden |
| №                                        | Datum                                    | Wedstrijd                                | Uitslag                                  | Competitie                               | Goals                                    |
| ---------------------------------------- | ---------------------------------------- | ---------------------------------------- | ---------------------------------------- | ---------------------------------------- | ---------------------------------------- |
| 1                                        | 9 juni 2022                              | Zweden – Servië                          | 0 –1                                     | UEFA Nations League                      | 0                                        |
| 2                                        | 12 juni 2022                             | Noorwegen – Zweden                       | 3 – 2                                    | UEFA Nations League                      | 0                                        |
| 3                                        | 9 januari 2023                           | Zweden – Finland                         | 2 – 0                                    | Vriendschappelijk                        | 0                                        |
| 4                                        | 24 maart 2023                            | Zweden – België                          | 0 – 3                                    | EK 2024 (kwalificatie)                   | 0                                        |
| 5                                        | 27 maart 2023                            | Zweden – Azerbeidzjan                    | 5 – 0                                    | EK 2024 (kwalificatie)                   | 0                                        |
| 6                                        | 16 juni 2023                             | Zweden – Nieuw-Zeeland                   | 4 – 1                                    | Vriendschappelijk                        | 0                                        |
| 7                                        | 5 juni 2024                              | Denemarken – Zweden                      | 2 – 1                                    | Vriendschappelijk                        | 0                                        |

Bijgewerkt tot 4 maart 2025.

## Statistieken
| Seizoen | Club           | Competitie     | Competitie | Competitie | Beker | Beker | Overig | Overig | Totaal | Totaal |
| Seizoen | Club           | Competitie     | Wed.       | Dlp.       | Wed.  | Dlp.  | Dlp.   | Dlp.   | Wed.   | Dlp.   |
| ------- | -------------- | -------------- | ---------- | ---------- | ----- | ----- | ------ | ------ | ------ | ------ |
| 2018    | IK Frej        | Superettan     | 15         | 1          | 0     | 0     | 0      | 0      | 15     | 1      |
| 2018    | → Assyriska FF | Ettan          | 1          | 0          | 0     | 0     | 0      | 0      | 1      | 0      |
| 2019    | IK Frej        | Superettan     | 15         | 2          | 0     | 0     | 0      | 0      | 15     | 2      |
| 2019    | → IK Frej      | Superettan     | 15         | 0          | 0     | 0     | 2      | 0      | 17     | 0      |
| 2020    | → IK Sirius    | Allsvenskan    | 26         | 0          | 1     | 0     | 0      | 0      | 27     | 0      |
| 2021    | Djurgårdens IF | Allsvenskan    | 26         | 4          | 5     | 0     | 0      | 0      | 31     | 4      |
| 2022    | Djurgårdens IF | Allsvenskan    | 24         | 3          | 3     | 0     | 11     | 1      | 38     | 4      |
| 2022/23 | Burnley FC     | Championship   | 9          | 1          | 0     | 0     | 0      | 0      | 9      | 1      |
| 2023/24 | Burnley FC     | Premier League | 8          | 0          | 1     | 0     | 0      | 0      | 9      | 0      |
| 2024/25 | Burnley FC     | Championship   | 0          | 0          | 1     | 0     | 0      | 0      | 1      | 0      |
| 2024/25 | → FC Groningen | Eredivisie     | 11         | 0          | 0     | 0     | 0      | 0      | 11     | 0      |
| Totaal  | Totaal         | Totaal         | 150        | 11         | 11    | 0     | 13     | 1      | 174    | 12     |

Bijgewerkt tot 9 mei 2025.